# 刘日知
刘日知（1958年9月—），男，汉族，广东连平人，中华人民共和国政治人物，曾任中共梅州市委书记，广东省政协副主席。
2023年1月13日，卸任广东省政协副主席职务。